# Victor Guerin
Victor Guerin (ur. 17 czerwca 1992 roku w São Paulo) – brazylijski kierowca wyścigowy.

## Kariera
Víctor karierę rozpoczął w roku 2001, od startów w kartingu. W 2009 roku zadebiutował w serii wyścigów samochodów jednomiejscowych – Brazylijskiej Formule 3. W pierwszy czterech rundach Guerin ścigał się w klasie "Light" (czterokrotnie stawał na podium, a podczas rywalizacji na torze imienia Nelsona Piqueta, zwyciężył w pierwszym wyścigu). Po opuszczeniu rundy w Urugwaju, Brazylijczyk przystąpił do dwóch eliminacji rozegranych na torach w São Paulo i Campo Grande. We wszystkich startach sięgał po punkty, w pierwszym z nich (na Interlagos) zajmując najniższy stopień podium. Zdobyte punkty sklasyfikowały go odpowiednio na 4. i 11. miejscu.
W sezonie 2010 Víctor wyjechał do Europy, aby rozpocząć starty w Formule Abarth. Brazylijczyk czterokrotnie zdobywał punkty, sięgając po przy tym po zwycięstwo na torze w Magione. Dla kontrastu nie zakwalifikował się jednak do wyścigów w Varano. Ostatecznie zmagania zakończył na 13. pozycji. W listopadzie zaliczył gościnny występ w brazylijskiej F3, na szczęśliwym dla siebie obiekcie w Interlagos. Suma punktów zdobyta za czwarte i drugie miejsce zapewniła mu 10. lokatę w końcowej klasyfikacji.
W 2011 roku Brazylijczyk awansował do Włoskiej Formuły 3. Guerin pięciokrotnie meldował się w czołowej trójce, kończąc sezon triumfem na torze Monza. W klasyfikacji generalnej uplasował się na 8. pozycji. Ponownie odnotował jednorazowy występ w rodzinnej kraju, tym razem jednak w grudniowej eliminacji, na torze w Campo Grande. Spośród trzech startów, dwukrotnie osiągnął metę na podium, wygrywając przy tym drugi wyścig. Uzyskane punkty sklasyfikowały go na 7. miejscu.
W roku 2012 przeniósł się do Światowej Serii Auto GP.

## Statystyki
| Sezon | Seria                                 | Zespół                   | Wyścigi | Zwycięstwa | PP | NO | Podium | Punkty | Pozycja |
| ----- | ------------------------------------- | ------------------------ | ------- | ---------- | -- | -- | ------ | ------ | ------- |
| 2009  | Brazylijska Formuła 3 (klasa "Light") | Dragão Motorsport        | 10      | 1          | 1  | 1  | 5      | 49     | 4       |
| 2009  | Brazylijska Formuła 3                 | Dragão Motorsport        | 4       | 0          | 0  | 0  | 1      | 15     | 11      |
| 2010  | Formuła Abarth                        | JD Motorsport            | 12      | 1          | 0  | 1  | 1      | 29     | 13      |
| 2010  | Brazylijska Formuła 3                 | Bassan Motorsport        | 2       | 0          | 0  | 0  | 1      | 30     | 10      |
| 2011  | Włoska Formuła 3                      | Lucidi Motors            | 14      | 1          | 0  | 0  | 5      | 85     | 8       |
| 2011  | Brazylijska Formuła 3                 | Cesário Fórmula          | 2       | 1          | 1  | 0  | 2      | 43     | 7       |
| 2011  | Trofeo Linea Brasil                   | Pater Racing             | 2       | 0          | 0  | 0  | 0      | 0      | NS      |
| 2012  | Światowa Seria Auto GP                | Super Nova International | 10      | 0          | 0  | 0  | 1      | 46     | 8       |
| 2012  | Formuła 2                             | Motorsport Vision        | 2       | 0          | 0  | 0  | 0      | 2      | 19      |
| 2012  | Seria GP2                             | Ocean Racing Technology  | 17      | 0          | 0  | 0  | 0      | 0      | 30      |

## Wyniki w GP2
| Legenda oznaczeń w tabelach wyników Wyświetl szablon na nowej stronie | Legenda oznaczeń w tabelach wyników Wyświetl szablon na nowej stronie                                                                     |
| Oznaczenie                                                            | Wyjaśnienie |
| --------------------------------------------------------------------- | --- |
| Złoty                                                                 | Zwycięzca lub mistrzostwo |
| Srebrny                                                               | 2. miejsce lub wicemistrzostwo |
| Brązowy                                                               | 3. miejsce lub II wicemistrzostwo |
| Zielony                                                               | Ukończył, punktował (w klasyfikacji generalnej, gdy zdobył co najmniej jeden punkt na przestrzeni sezonu, poza trzema powyższymi opcjami) |
| Niebieski                                                             | Ukończył, nie punktował (w klasyfikacji generalnej, gdy nie zdobył co najmniej jednego punktu na przestrzeni sezonu)                      |
| Czerwony                                                              | Nie zakwalifikował się (NZ) |
| Czerwony                                                              | Nie prekwalifikował się (NPK) |
| Różowy                                                                | Nie ukończył (NU) |
| Różowy                                                                | Niesklasyfikowany (NS) (w klasyfikacji generalnej, gdy nie został sklasyfikowany w żadnym wyścigu sezonu)                                 |
| Czarny                                                                | Zdyskwalifikowany (DK) |
| Czarny                                                                | Wykluczony (WYK/EX) |
| Biały                                                                 | Nie wystartował (NW) |
| Biały                                                                 | Kontuzjowany (K/INJ) |
| Biały                                                                 | Wyścig odwołany (OD/C) |
| Bez koloru                                                            | Został wycofany (WYC/WD) |
| Bez koloru                                                            | Nie przybył (NP/DNA) |
| Bez koloru                                                            | Nie brał udziału w treningach (NT/DNP) |
| Bez koloru                                                            | Nie został zgłoszony (–) |
| Pogrubienie                                                           | Start z pole position |
| Kursywa                                                               | Najszybsze okrążenie wyścigu |
| †                                                                     | Nie ukończył, ale jego rezultat został zaliczony ze względu na przejechanie więcej niż 90% dystansu wyścigu.                              |
| *                                                                     | Sezon w trakcie |
| 1/2/3                                                                 | Punktowana pozycja w sprincie kwalifikacyjnym                                                                                             |
| Lista systemów punktacji Formuły 1                                    | |

| Rok  | Zespół                  | Wyniki w poszczególnych eliminacjach | Wyniki w poszczególnych eliminacjach | Wyniki w poszczególnych eliminacjach | Wyniki w poszczególnych eliminacjach | Wyniki w poszczególnych eliminacjach | Wyniki w poszczególnych eliminacjach | Wyniki w poszczególnych eliminacjach | Wyniki w poszczególnych eliminacjach | Wyniki w poszczególnych eliminacjach | Wyniki w poszczególnych eliminacjach | Wyniki w poszczególnych eliminacjach | Wyniki w poszczególnych eliminacjach | Wyniki w poszczególnych eliminacjach | Wyniki w poszczególnych eliminacjach | Wyniki w poszczególnych eliminacjach | Wyniki w poszczególnych eliminacjach | Wyniki w poszczególnych eliminacjach | Wyniki w poszczególnych eliminacjach | Wyniki w poszczególnych eliminacjach | Wyniki w poszczególnych eliminacjach | Wyniki w poszczególnych eliminacjach | Wyniki w poszczególnych eliminacjach | Wyniki w poszczególnych eliminacjach | Wyniki w poszczególnych eliminacjach | Punkty | Pozycja |
| ---- | ----------------------- | ------------------------------------ | ------------------------------------ | ------------------------------------ | ------------------------------------ | ------------------------------------ | ------------------------------------ | ------------------------------------ | ------------------------------------ | ------------------------------------ | ------------------------------------ | ------------------------------------ | ------------------------------------ | ------------------------------------ | ------------------------------------ | ------------------------------------ | ------------------------------------ | ------------------------------------ | ------------------------------------ | ------------------------------------ | ------------------------------------ | ------------------------------------ | ------------------------------------ | ------------------------------------ | ------------------------------------ | ------ | ------- |
| 2012 | Ocean Racing Technology | MAL                                  | MAL                                  | BHR                                  | BHR                                  | BHR                                  | BHR                                  | ESP                                  | ESP                                  | MON                                  | MON                                  | VAL                                  | VAL                                  | GBR                                  | GBR                                  | DEU                                  | DEU                                  | HUN                                  | HUN                                  | BEL                                  | BEL                                  | ITA                                  | ITA                                  | SIN                                  | SIN                                  | 0      | 30      |
| 2012 | Ocean Racing Technology | -                                    | -                                    | -                                    | -                                    | -                                    | -                                    | 19                                   | 21                                   | 16                                   | NU                                   | 17                                   | 18                                   | 17                                   | NU                                   | NU                                   | 23                                   | 21                                   | 23                                   | NU                                   | 18                                   | 23                                   | NU                                   | NU                                   | 13                                   | 0      | 30      |